# Mikołaj Rej
Mikołaj Rej (parfois orthographié Rey) de Nagłowice, armoiries Oksza , né le 4 février 1505 à Żurawno (aujourd'hui en Ukraine) et mort entre le 8 septembre et le 5 octobre 1569, est un poète, écrivain, musicien, théologien et homme politique polonais de confession calviniste. Premier à délaisser le latin pour écrire en langue polonaise, cet humaniste de l'époque de Renaissance est considéré, avec Biernat de Lublin et Jan Kochanowski, comme le fondateur de la langue littéraire et de la littérature polonaises .

## Biographie
Issu de la noblesse polonaise, originaire de Nagłowice, Mikołaj Rej s'instruit dans les écoles de Skalbmierz et Lwów, puis à l'université Jagellonne de Cracovie. À vingt ans, il est pris au service d'Andrzej Tęczyński, le voïvode de Sandomierz .
Après le décès de son père, Rej s'installe dans la région de Chełm où il s'occupe de la gestion de son domaine avec talent et succès. C'est un homme riche. Il épouse Zofia de Kosnowiec et mène une vie de famille heureuse. Rej participe activement à la vie publique et politique de la république des Deux Nations en tant que député à la Diète et délégué aux synodes de protestants. Fondateur des villes de Rejowiec (de son nom) et Oksza (du nom de son emblème). Pour la traduction en langue polonaise des Psaumes de David, le roi de Pologne Zygmunt Ier lui offre le domaine Temerowka. Son fils, le roi Zygmunt II August, en reconnaissance de sa contribution citoyenne, lui offre l'usufruit du village royal de Dziewięciele .

## Œuvre
Celui qui fut surnommé « le père de la poésie polonaise » disait : « A niechaj narodowie wżdy postronni znają, iż Polacy nie gęsi, iż swój język mają » (Que toutes les nations sachent que les Polonais ont leur langue et non pas celle des oies). Bien qu'excellent latiniste, Rej décide d'écrire uniquement en polonais. L'une de ses premières œuvres et également l'une des plus populaires s'intitule Court débat entre un seigneur, un maire et un curé (1543) où il décrit d'une façon vive et très critique la société polonaise. Son talent satirique, son humour truculent, sa langue drue et pittoresque assurent vite sa renommée.
Cependant, la majorité de ses œuvres concernent les matières morales, politiques et religieuses, s'inscrivant dans le discours politique et philosophique de la Pologne au temps de la Renaissance.
Nourri de philosophie antique, Rej s'oppose à l’ascétisme du Moyen Âge et affirme le droit au bonheur terrestre. Marqué par la lecture quotidienne de la Bible et de ses commentaires, il se convertit au calvinisme dont il devient l'une des figures de proue. Il traduit en prose, du latin, des Psaumes (1546), écrit des commentaires et des sermons : Postilla Pańska (Postilla du Seigneur, 1557), ainsi que Apokalypsis, to jest Dziwna sprawa skrytych tajemnic Pańskich (Apocalypse, étrange affaire des mystères cachés du Seigneur, 1565).
Ses compositions dramatiques sont une illustration des idées calvinistes. Les plus célèbres sont Kupiec, to jest Kształt a podobieństwo Sądu Bożego Ostatecznego (Le Marchand, figure du jugement dernier, 1549), ou Żywot Józefa (La vie de Joseph, 1545)
Il est aussi l'auteur de Wizerunek własny żywota człowieka poczciwego (Portrait véridique de la vie d'un homme vertueux 1558) et de Zwierciadła (Miroir de tous les états, 1568) où il exalte et quelque peu idéalise la vie nobiliaire à la campagne, les charmes de la famille et l’abondance rurale.